# Chungcheong du Sud
Le Chungcheong du Sud (en coréen : 충청남도, Chungcheongnam-do) est une province de la Corée du Sud dont la capitale est Hongseong. 
Elle a été formée en 1896 à partir de la moitié sud-ouest de l'ancienne province du Chungcheong.

## Divisions administratives

### Villes
- Asan (아산시, 牙山市)
- Boryeong (보령시, 保寧市)
- Cheonan (천안시, 天安市)
- Gongju (공주시, 公州市)
- Gyeryong (계룡시, 鷄龍市)
- Nonsan (논산시, 論山市)
- Seosan (서산시, 瑞山市)
- Dangjin (당진시, 唐津市)

### Districts
- District de Buyeo (부여군, 扶餘郡)
- District de Cheongyang (청양군, 青陽郡)
- District de Geumsan (금산군, 錦山郡)
- District de Hongseong (홍성군, 洪城郡)
- District de Seocheon (서천군, 舒川郡)
- District de Taean (태안군, 泰安郡)
- District de Yesan (예산군, 禮山郡)

Le 1er juillet 2012, le district de Yeongi (연기군, 燕岐郡) est détaché de la province pour former la ville spéciale de Sejong, une ville nouvelle destinée à devenir la deuxième capitale du pays.  